# Michail An
Michail An (Russisch: Михаил Иванович Ан) (Sverdlova, 19 februari 1952 - Dnjeprodzerzjinsk, 11 augustus 1979) was een voetballer uit de Sovjet-Unie van Koreaanse origine.

## Biografie
An begon bij Politotdel Tasjkent en maakte in 1970 de overstap naar Pachtakor Tasjkent, de enige club uit de Oezbeekse SSR die erin slaagde om ooit in de Sovjet Top Liga te spelen.
In 1978 speelde hij twee wedstrijden voor het nationale elftal en debuteerde op 6 september 1978 in een vriendschappelijke wedstrijd tegen Iran en speelde ook  een kwalificatiewedstrijd voor het EK 1980 tegen Griekenland. In augustus 1979 kwam hij met zijn teamgenoten om het leven bij de vliegtuigbotsing bij Dnjeprodzerzjinsk.